# Lịch lưu diễn Projekt Revolution
Linkin Park chủ trì lịch lưu diễn của Projekt Revolution từ năm Năm 2002 đến nay (sẽ tiếp tục năm sau). Sân khấu chính đã có những ban nhạc:  HIM, DJ Z-Trip, Cypress Hill, Adema, Deftones, Xzibit, Mudvayne, Korn, Snoop Dogg, The Used, My Chemical Romance, Taking Back Sunday,, Placebo, Julien-K và sân khấu cách mạng đã có những ban nhạc: Less Than Jake, Ghostface Killah, Funeral for a Friend, Downset, M.O.P, Mike V. & The Rats, Instruction, No Warning, Mindless Self Indulgence, Saosin, The Bled, Styles of Beyond, và Madina Lake.

## Năm 2002
Gồm có Linkin Park, DJ Z-Trip, Cypress Hill, Adema
- 29 Tháng 1 Năm 2002 - Colorado Springs, CO tại World Arena
- 30 Tháng 1 Năm 2002 - Wichita, KS tại Kansas Coliseum
- 1 Tháng 2 Năm 2002 - Chicago, IL tại UIC Pavilion
- 2 Tháng 2 Năm 2002 - Madison, WI tại Alliant Energy Center Memorial Coliseum
- 4 Tháng 2 Năm 2002 - Detroit, MI tại Cobo Arena
- 5 Tháng 2 Năm 2002 - Dayton, OH tại Nutter Center
- 7 Tháng 2 Năm 2002 - Wilkes-Barre, PA tại First Union Center
- 8 Tháng 2 Năm 2002 - Uniondale, NY tại Nassau Coliseum
- 9 Tháng 2 Năm 2002 - State College, PA tại Bryce Jordan Center
- 11 Tháng 2 Năm 2002 - Lowell, MA tại Tsongas Arena
- 12 Tháng 2 Năm 2002 - Fairfax, VA tại Patriot Center
- 13 Tháng 2 Năm 2002 - Philadelphia, PA tại First Union Center
- 16 Tháng 2 Năm 2002 - Memphis, TN tại Mid-South Coliseum
- 17 Tháng 2 Năm 2002 - Dallas, TX tại Fort Worth Convention Center
- 18 Tháng 2 Năm 2002 - Oklahoma City, OK tại Fairgrounds Arena
- 20 Tháng 2 Năm 2002 - Phoenix, AZ tại American West Arena
- 22 Tháng 2 Năm 2002 - Long Beach, CA tại Long Beach Arena
- 23 Tháng 2 Năm 2002 - San Diego, CA tại Cox Arena
- 24 Tháng 2 Năm 2002 - Las Vegas, NV tại Thomas & Mack Center

## Năm 2003
Gồm có Linkin Park, Blindside, Xzibit, và Mudvayne
- 9 Tháng 4 Năm 2003 - State College, PA tại Bryce Jordan Center
- 11 Tháng 4 Năm 2003 - Evansville, IN tại Robert's Stadium
- 12 Tháng 4 Năm 2003 - Memphis, TN tại Mid-South Coliseum
- 13 Tháng 4 Năm 2003 - New Orleans, LA tại Keifer UNO Lakefront Arena
- 15 Tháng 4 Năm 2003 - El Paso, TX tại Don Haskins Centre
- 16 Tháng 4 Năm 2003 - Albuquerque, NM tại Tingley Coliseum
- 18 Tháng 4 Năm 2003 - Phoenix, AZ tại American West Arena
- 19 Tháng 4 Năm 2003 - Tucson, AZ tại Tucson Convention Center
- 21 Tháng 4 Năm 2003 - West Valley City, UT tại E Center
- 22 Tháng 4 Năm 2003 - Boise, ID tại Idaho Centre
- 23 Tháng 4 Năm 2003 - Spokane, WA tại Spokane Arena
- 25 Tháng 4 Năm 2003 - Billings, MT tại Metra Park Arena
- 26 Tháng 4 Năm 2003 - Rapid City, SD tại Rushmore Plaza Civic Center
- 22 Tháng 7 Năm 2003 - Rochester, NY tại Blue Cross Arena (Lên lại lịch từ Ngày 8)
- 29 Tháng 7 Năm 2003 - Council Bluffs, IA tại Mid-America Center (Lên lại lịch từ Ngày 28)
- 30 Tháng 7 Năm 2003 - Valley Center, KS tại Kansas Coliseum (Lên lại lịch từ Ngày 29)

## Năm 2004
Gồm có Linkin Park, Korn, Snoop Dogg, The Used, và Less Than Jake trên Sân khấu Chính.  Sân khấu Cách mạng có  Ghostface Killah, Funeral for a Friend, Downset, M.O.P, Mike V. and The Rats, Instruction, và No Warning.
- 23 Tháng 7 Tháng 8 Năm 2004 - Cincinnati, OH tại Riverbend Music Center
- 24 Tháng 7 Tháng 8 Năm 2004 - Colombus, OH  tại Germain Amphitheatre
- 26 Tháng 7 Tháng 8 Năm 2004 - Clarkston, MI tại DTE Energy Music Theatre
- 27 Tháng 7 Tháng 8 Năm 2004 - Darien Center, NY tại Darien Lake Performing Arts Center
- 29 Tháng 7 Tháng 8 Năm 2004 - Mansfield, MA tại Tweeter Center for the Performing Arts
- 30 Tháng 7 Tháng 8 Năm 2004 - Holmdel, NJ tại PNC Bank Arts Center
- 31 Tháng 7  Tháng 8 Năm 2004 - Hartford, CT tại Meadows Music Centre
- 2 Tháng 8 Tháng 8 Năm 2004 - Wantagh, NY tại Jones Beach Amphitheatre
- 3 Tháng 8 Tháng 8 Năm 2004 - Camden, NJ tại Tweeter Center At The Waterfront
- 5 Tháng 8 Năm 2004 - Cuyahoga Falls, OH tại Blossom Music Center
- 6 Tháng 8 Năm 2004 - Noblesville, IN tại Verizon Wireless Music Center
- 7 Tháng 8 Năm 2004 - Tinley Park, IL tại Tweeter Center
- 9 Tháng 8 Năm 2004 - Burgettstown, PA tại Post Gazette Pavilion
- 10 Tháng 8 Năm 2004 - Bristow, VA tại Nissan Pavilion Stone Ridge
- 11 Tháng 8 Năm 2004 - Virginia Beach, VA tại Verizon Wireless Amphitheater
- 13 Tháng 8 Năm 2004 - Atlanta, GA tại HiFi Buys Amphitheatre
- 14 Tháng 8 Năm 2004 - Charlotte, NC tại Verizon Wireless Amphitheatre
- 17 Tháng 8 Năm 2004 - West Palm Beach, FL tại Sound Advice Amphitheater
- 18 Tháng 8 Năm 2004 - Tampa, FL tại Tampa Bay Amphitheatre
- 20 Tháng 8 Năm 2004 - Dallas, TX tại Smirnoff Centre
- 21 Tháng 8 Năm 2004 - Selma, TX tại Verizon Wireless Amphitheatre
- 22 Tháng 8 Năm 2004 - Spring, TX tại Cynthia Woods Mitchell Pavilion
- 24 Tháng 8 Năm 2004 - Bonner Springs, KS tại Verizon Wireless Amphitheatre
- 25 Tháng 8 Năm 2004 - Maryland Heights, MO tại UMB Bank Pavilion
- 27 Tháng 8 Năm 2004 - East Troy, WI tại Alpine Valley Music Theatre
- 28 Tháng 8 Năm 2004 - Somerset, WI tại Float-rite Park
- 30 Tháng 8 Năm 2004 - Englewood, CO tại Coors Amphitheater
- 31 Tháng 8 Năm 2004 - Albuquerque, NM tại Journal Pavilion
- 1 Tháng 9 Năm 2004 - Phoenix, AZ tại Cricket Pavilion
- 3 Tháng 9 Năm 2004 - Chula Vista, CA tại Coors Amphitheatre
- 4 Tháng 9 Năm 2004 - Devore, CA tại Hyundai Pavilion at Glen Helen
- 5 Tháng 9 Năm 2004 - Mountain View, CA tại Shoreline Amphitheatre

## Năm 2007
Gồm có Linkin Park, My Chemical Romance, Taking Back Sunday, HIM, Placebo, và Julien-K trên Sân khấu Chính.  Trên Sân khấu Cách mạng là  Mindless Self Indulgence, Saosin, The Bled, Styles of Beyond, và Madina Lake

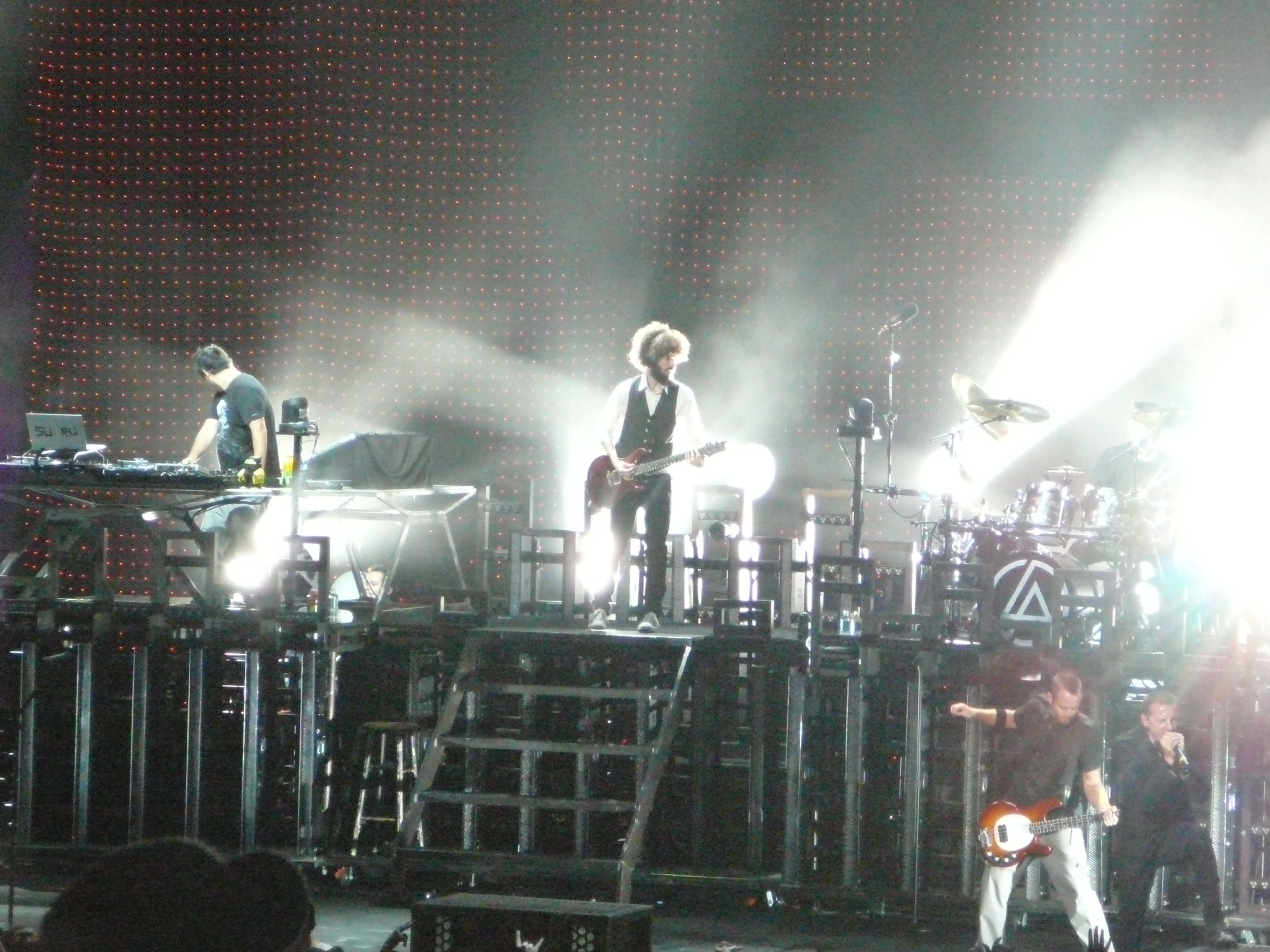
Linkin Park biểu diễn tại Norton, Massachusetts vào tháng 8 năm 2007

- 25 Tháng 7 Năm 2007 - Auburn, WA tại White River Amphitheatre
- 27 Tháng 7 Năm 2007 - Marysville, CA tại Sleep Train Amphitheatre
- 28 Tháng 7 Năm 2007 - San Bernardino, CA tại Hyundai Pavilion
- 29 Tháng 7 Năm 2007 - Mountain View, CA tại Shoreline Amphitheatre
- 31 Tháng 7 Năm 2007 - Chula Vista, CA tại Coors Amphitheatre
- 1 Tháng 8 Năm 2007 - Phoenix, AZ tại Cricket Pavilion
- 3 Tháng 8 Năm 2007 - Selma, TX tại Verizon Wireless Amphitheater
- 4 Tháng 8 Năm 2007 - Dallas, TX tại Smirnoff Music Centre
- 5 Tháng 8 Năm 2007 - Woodlands, TX tại The Cynthia Woods Mitchell Pavilion
- 7 Tháng 8 Năm 2007 - Atlanta, GA tại HiFi Buys Amphitheatre
- 8 Tháng 8 Năm 2007 - Charlotte, NC tại Verizon Wireless Amphitheatre
- 10 Tháng 8 Năm 2007 - West Palm Beach, FL tại Sound Advice Amphitheatre
- 11 Tháng 8 Năm 2007 - Tampa, FL tại Ford Amphitheatre
- 13 Tháng 8 Năm 2007 - Raleigh, NC tại Walnut Creek Amphitheatre
- 14 Tháng 8 Năm 2007 - Virginia Beach, VA tại Verizon Wireless Virginia Beach Amphitheater
- 15 Tháng 8 Năm 2007 - Wantagh, NY tại Nikon at Jones Beach Theater
- 17 Tháng 8 Năm 2007 - Cuyahoga Falls, OH tại Blossom Music Center
- 18 Tháng 8 Năm 2007 - Darien Center, NY tại Darien Lake Performing Arts Center
- 19 Tháng 8 Năm 2007 - Bristow, VA tại Nissan Pavilion
- 21 Tháng 8 Năm 2007 - Toronto, Ontario tại Molson Amphitheatre
- 22 Tháng 8 Năm 2007 - Clarkston, MI tại DTE Energy Music Theatre
- 24 Tháng 8 Năm 2007 - Mansfield, MA tại Tweeter Center for the Performing Arts
- 25 Tháng 8 Năm 2007 - Camden, NJ tại Tweeter Center at the Waterfront
- 26 Tháng 8 Năm 2007 - Hartford, CT tại New England Dodge Music Center
- 28 Tháng 8 Năm 2007 - Syracuse, NY tại NY State Fair
- 29 Tháng 8 Năm 2007 - Holmdel, NJ tại PNC Bank Arts Center
- 31 Tháng 8 Năm 2007 - Noblesville, IN tại Verizon Wireless Music Center
- 1 Tháng 9 Năm 2007 - Tinley Park, IL tại First Midwest Bank Amphitheatre
- 3 Tháng 9 Năm 2007 - Englewood, CO tại Coors Amphitheatre

## Năm 2008

### Châu Âu
Gồm có Linkin Park, HIM (Chỉ có ở Đức), Jay-Z, Pendulum, N*E*R*D, Queens of the Stone Age, Enter Shikari và The Bravery được khẳng định đến nay.
- 10 Tháng 6 Năm 2008 - Vilnius, Lithuania tại Siemens Arena
- 11 Tháng 6 Năm 2008 - Riga, Latvia tại Riga Arena
- 17 Tháng 6 Năm 2008 - Brno, Czech Republic tại Velodrom
- 18 Tháng 6 Năm 2008 - Graz, Austria tại Stadthalle Graz
- 21 Tháng 6 Năm 2008 - Munich, Germany tại Reitstadion Riem
- 22 Tháng 6 Năm 2008 - Dublin, Ireland tại RDS Arena
- 25 Tháng 6 Năm 2008 - Athens, Hy Lạp tại Terra Vibe Park
- 27 Tháng 6 Năm 2008 - Berlin, Germany tại Waldbühne
- 28 Tháng 6 Năm 2008 - Düsseldorf, Germany tại LTU Arena
- 29 Tháng 6 Năm 2008 - Milton Keynes, England tại The Bowl
- 30 Tháng 6 Năm 2008 - Birmingham, England tại Millenium Point (vé giới hạn)

### Bắc Mỹ
Gồm có Linkin Park, Chris Cornell, The Bravery, và Ashes Divide trên Sân khấu Chính.  Cũng như Atreyu, 10 Years, Hawthorne Heights, Armor For Sleep, và Street Drum Corps trên Sân khấu Cách mạng.
- 16 Tháng 7 Năm 2008 - Mansfield, MA tại Tweeter Center
- 18 Tháng 7 Năm 2008 - Burgettstown, PA tại Post-Gazette Pavilion
- 19 Tháng 7 Năm 2008 - Camden, NJ tại Susquehana Bank Center
- 20 Tháng 7 Năm 2008 - Hartford, CT tại New England Dodge Music Center
- 22 Tháng 7 Năm 2008 - Wantagh, NY tại Nikon at Jones Beach Theater
- 23 Tháng 7 Năm 2008 - Holmdel, NJ tại PNC Bank Arts Center
- 25 Tháng 7 Năm 2008 - Raleigh, NC tại Time Warner Cable Music Pavilion ở Walnut Creek
- 26 Tháng 7 Năm 2008 - Virginia Beach, VA tại Verizon Wireless Virginia Beach Amphitheater
- 27 Tháng 7 Năm 2008 - Bristow, VA tại Nissan Pavilion
- 30 Tháng 7 Năm 2008 - Charlotte, NC tại Charlotte Verizon Wireless Amphitheatre
- 1 Tháng 8 Năm 2008 - West Palm Beach, FL tại Cruzan Amphitheatre
- 2 Tháng 8 Năm 2008 - Tampa, FL tại Ford Amphitheatre
- 3 Tháng 8 Năm 2008 - Atlanta, GA tại Lakewood Amphitheatre
- 7 Tháng 8 Năm 2008 - Phoenix, AZ tại Cricket Wireless Pavilion
- 9 Tháng 8 Năm 2008 - Mountain View, CA tại Shoreline Amphitheatre
- 10 Tháng 8 Năm 2008 - Irvine, CA tại Verizon Wireless Amphitheatre
- 12 Tháng 8 Năm 2008 - Greenwood Village, CO tại Fiddler’s Green Amphitheatre
- 15 Tháng 8 Năm 2008 - Cincinnati, OH tại Riverbend Music Center
- 16 Tháng 8 Năm 2008 - East Troy, WI tại Alpine Valley Music Theatre
- 17 Tháng 8 Năm 2008 - Noblesville, IN tại Verizon Wireless Music Center Indianapolis
- 19 Tháng 8 Năm 2008 - Cuyahoga Falls, OH tại Blossom Music Center
- 21 Tháng 8 Năm 2008 - St. Louis, MO tại Verizon Wireless Amphitheater St. Louis
- 23 Tháng 8 Năm 2008 - Dallas, TX tại Superpages.com Center
- 24 Tháng 8 Năm 2008 - Houston, TX tại Cynthia Woods Mitchell Pavilion